# Fool's Mate
| Recensione              | Giudizio        |
| ----------------------- | --------------- |
| AllMusic                | [ 1 ]           |
| Progarchives            | [ 2 ]           |
| Sputnikmusic            | 3.9 (Excellent) |
| Piero Scaruffi          | [ 4 ]           |
| Ondarock                | [ 5 ]           |
| Dizionario del Pop-Rock | [ 6 ]           |
| 24.000 dischi           | [ 7 ]           |

Fool's Mate è il primo album nella carriera solista di Peter Hammill, pubblicato nel luglio del 1971.
Al tempo della pubblicazione del suo primo album solistico, Peter Hammill è leader dei Van Der Graaf Generator, in quest'album il musicista britannico inserisce brani da lui composti che non hanno trovato spazio nelle pubblicazioni del gruppo, brani cupi e visionari, che raggiungono il culmine con una delle sue composizioni più note: Vision.
Collaborano all'album, oltre ai suoi compagni dei Van Der Graaf Generation, Robert Fripp (King Crimson) e due membri dei Lindisfarne: Rod Clements e Ray Jackson.

## Tracce
Lato A
Testi e musiche di Peter Hammill, eccetto dove indicato.
1. Imperial Zeppelin – 3:38 (Peter Hammill, Judge Smith)
2. Candle – 4:13
3. Happy – 2:32
4. Solitude – 4:54
5. Vision – 3:11
6. Re-Awakening – 3:55

Lato B
Testi e musiche di Peter Hammill, eccetto dove indicato.
1. Sunshine – 3:54
2. Child – 4:20
3. Summer Song (In the Autumn) – 2:14
4. Viking – 4:41 (Peter Hammill, Judge Smith)
5. The Birds – 3:35
6. I Once Wrote Some Poems – 2:43

Edizione CD del 2005, pubblicato dalla Charisma Records (VJCP-68760)
Testi e musiche di Peter Hammill, eccetto dove indicato.
1. Imperial Zeppelin – 3:38 (Peter Hammill, Judge Smith)
2. Candle – 4:13
3. Happy – 2:32
4. Solitude – 4:54
5. Vision – 3:11
6. Re-Awakening – 3:55
7. Sunshine – 3:54
8. Child – 4:20
9. Summer Song in the Autumn – 2:14
10. Viking – 4:41 (Peter Hammill, Judge Smith)
11. The Birds – 3:35
12. I Once Wrote Some Poems – 2:43
13. Re-Awakening – 4:33 – Bonus Track - Previously Unreleased Demos: Recorded Live at Trident Studios January 1971
14. Summer Song (In the Autumn) – 2:46 – Bonus Track - Previously Unreleased Demos: Recorded Live at Trident Studios January 1971
15. The Birds – 3:18 – Bonus Track - Previously Unreleased Demos: Recorded Live at Trident Studios January 1971
16. Sunshine – 3:50 – Bonus Track - Previously Unreleased Demos: Recorded Live at Trident Studios January 1971
17. Happy – 2:46 – Bonus Track - Previously Unreleased Demos: Recorded Live at Trident Studios January 1971

## Musicisti
- Peter Hammill - voce solista (in tutti i brani), chitarra acustica, pianoforte, cori
- Dave Jackson - sassofono alto, sassofono tenore, flauto, cori
- Hugh Banton - pianoforte, organo, cori
- Bob Fripp - chitarra elettrica
- Nic Potter - basso
- Rod Clements - basso, violino
- Guy Evans - batteria, percussioni, cori
- Martin Pottinger - batteria
- Ray Jackson - harp, mandolino, cori
- Paul Whitehead - tam-tam
- John Anthony - cori
- Norman - cori
- Alastair - cori
- John - cori

Note aggiuntive
- John Anthony - produttore
- Registrazioni effettuate il 20/21/27/28 aprile 1971 al Trident Studios di Londra (Inghilterra)
- Robin Cable - ingegnere delle registrazioni
- Paul Whitehead - copertina album
- Sebastian Rich - fotografia[10]